# Армия спасения в России

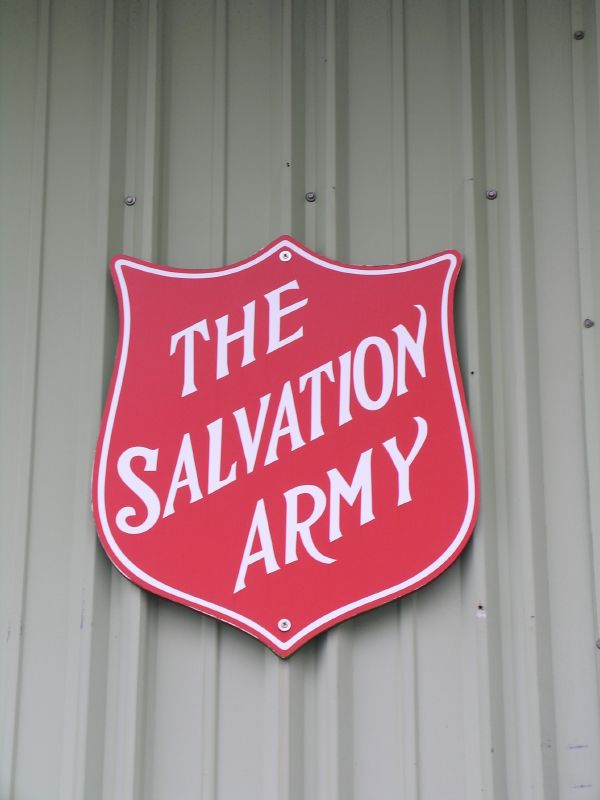
Логотип Армии спасения (версия на английском языке)

Армия спасения в России является частью международной христианской организации, известной социальной и благотворительной работой во множестве стран мира. Она начала действовать в Российской империи в 1913 году, когда на выставке в Санкт-Петербурге были представлены её экспозиции и стал издаваться журнал на русском языке «Вестник спасения». В годы Первой мировой войны работа Армии спасения в России получила освещение в прессе благодаря осуществлению благотворительной помощи. Февральская революция предоставила ей полную легализацию. Однако после Октябрьской революции условия для работы стали тяжёлыми. В 1918 году Армия спасения начала работать в Москве. В 1923 году она была запрещена советской властью и прекратила свою деятельность в России.
Армия спасения начала возвращаться в Россию в 1991 году, открыв Ленинградское отделение. В 1992 году было открыто отделение в Москве. Организация активно работала в России в 1990-е годы, но в 1999 году её Московское отделение не смогло пройти перерегистрацию и оказалось под угрозой ликвидации. В результате судебных тяжб Конституционный суд России постановил, что религиозная организация не может быть ликвидирована из-за отказа в перерегистрации. ЕСПЧ принял решение, что в отношении Московского отделения была нарушена Европейская конвенция по правам человека. В настоящее время Армия спасения имеет 13 организаций в разных городах России.

## Период до 1923 года

### Подготовка и переговоры
Появление Армии спасения в Российской империи началось с Финляндии, которая была в то время её частью. В Финляндии организация начала работать в конце 1880-х годов. В 1890 году в Петербург прибыл её первый миссионер швед Юхан Гренлунд. Поступив работать на завод, он выучил русский язык и стал проповедовать. Однако это вызвало подозрение властей, и он был сослан в Сибирь. В 1891 году на русском языке была издана книга основателя Армии спасения Уильяма Бута «В трущобах Англии и выход из положения», которая познакомила читателей в России с основанным им движением и пробудила интерес.
В 1907—1909 годах Армия спасения начала готовить почву для работы в России. Вначале её представители старались наладить контакты с российской элитой и интеллигенцией. В 1904 и 1908 годах Россию посещал комиссар Джордж Скотт Рейлтон. В августе 1908 года в Россию приехал английский журналист Уильям Томас Стед, который по просьбе Бромуэля Бута, сына Уильяма Бута, встречался с председателем Совета министров П. А. Столыпиным. Столыпин оказался благосклонен к возможности работы организации в России. В 1909 году в Санкт-Петербурге с двухдневным визитом побывал Уильям Бут. Он посетил Государственную Думу и встречался с представителями высшего общества. В апреле 1909 года в Англии Уильям Бут общался с вдовствующей императрицей Марией Фёдоровной. Она высказала опасения, что деятельность Армии спасения в России вызовет конфликт с православной церковью, но согласилась, что организация может оказаться полезной в борьбе с пьянством. В 1910 году с миссией в Россию из Дании были посланы полковник Йенс А. Х. Поульсен с супругой. Они пытались получить официальное разрешение на деятельность Армии спасения в России, но эти усилия не увенчались успехом. Спустя два года, в 1912 году, после того, как был убит Столыпин, пришёл отрицательный ответ на прошение Поульсенов по этому вопросу.

### До октябрьской революции
Тем временем в Финляндии Армия спасения работала успешно. В 1912 году руководить миссией на территории Финляндии был назначен шведский офицер Карл Ларссон. В 1913 году в Санкт-Петербурге открылась Всероссийская гигиеническая выставка, на которой в павильоне Финляндии Армия спасения получила отдельную комнату, где смогла предоставить информацию о своей социальной и благотворительной деятельности. Представлять экспозицию на этой выставке был приглашён Карл Ларссон. Ему помогали два финских офицера: капитан Эльза Ольсони и лейтенант Хенни Гранстрём. Выставка продолжалась три месяца с июня по сентябрь. В течение этого времени Ларссон имел возможность привлекать внимание россиян к работе организации. Экспозиция выставки и брошюра Ларссона, которая называлась «Здоровье нации: физическое и моральное. Что делает для этого Армия спасения. Опыт Финляндии», вызвали интерес многих посетителей и привлекли внимание прессы.
В июле 1913 года Армия спасения начала издавать иллюстрированный журнал на русском языке «Вестник спасения». Владельцем журнала стал фин Константин Бойе-ав-Геннес, а редактором — польский еврей Адам Пешевский, бывший российским гражданином и обратившийся к вере во время собрания, которое Уильям Бут проводил в Гамбурге. Журнал «Вестник спасения» на русском языке получил официальную регистрацию 4 февраля 1915 года. Первоначально тираж журнала составлял 6—8 тысяч, но скоро увеличился до 18 тысяч и в дальнейшем доходил даже до 200 тысяч экземпляров. В 1915 году для оказания помощи в распространении журнала были назначены русские поручики Лидия Конополева и Наталья Ильина, прошедшие обучение в Финляндии.
В помещении редакции «Вестник спасения» по воскресеньям звучала проповедь, слушать которую приходили посетители. Когда проповедовал Ларссон, в помещении не было свободных мест и в конце собрания по нескольку человек совершали покаяние. Но деятельность организации всё же была затруднена отсутствием официального статуса. Весной 1914 года прошло первое уличное шествие Армии спасения в Санкт-Петербурге: 20 солдат и офицеров, одетые в форму, прошли по центру города со знаменем и с пением псалмов в сопровождении музыкальных инструментов. В дальнейшем уличные шествия привлекали массы народа и в религиозной организации стали появляться новые члены. Первое посвящение в солдаты Армии спасения в России состоялось в декабре 1914 года. Тогда в неё вступили 8 человек, а в марте 1915 года к ним присоединились ещё 5. В этот период времени лидером работы движения в России стала прапорщик Хельма Бойе.
В годы Первой мировой войны благотворительная работа была особенно актуальна. Армия спасения в Финляндии оказывала немалую помощь русским беженцам, которые нуждались в тёплой одежде, питании, ночлеге, деньгах, медицинской помощи. Так, в Стокгольме в то время организация приняла не менее 10 тысяч человек. В условиях войны под Петербургом, а затем в самом Петербурге были созданы небольшие приюты для беженцев, среди которых было много женщин с детьми и детей-сирот. Руководила работой приюта в Петербурге унтер-офицер Надежда Константинова. Служители и волонтёры Армии спасения раздавали бесплатные обеды, а на Рождество раздавались продовольствие и одежда. В течение года помощь продуктами питания и одеждой получили свыше 30 тысяч человек. Работа благотворительной организации стала получать положительные отзывы прессы, увеличивая тем самым её известность. Стали возрастать пожертвования. Значительные суммы пожертвований, в частности, поступали из фонда великой княжны Татьяны Николаевны. В результате роста пожертвований появилась возможность приобрести помещения для детского дома и приютов. Тем не менее, деятельность движения в России оставалась наполовину легальна и вызывала подозрения полиции, особенно в связи с тем, что в организации состояли иностранные граждане, которые вызывали подозрение в шпионаже.
После Февральской революции Армия спасения смогла действовать легально, получив больше возможностей для работы. Собрания с проповедями стали привлекать множество людей. Были арендованы новые помещения. В то время в Петербурге в разных местах города располагались 7 корпусов (общин), которыми руководили 30 офицеров. В самом крупном корпусе число солдат доходило до 100. Организация имела два детских дома, два приюта и один пансионат для престарелых женщин. Летом 1917 года руководить Армией спасения в Северной части России был назначен комиссар Генри Мэпп. Его переводчиком стала Клара Беккер, приёмная дочь богатого российского юриста. Владея разными иностранными языками, она прошла подготовку на офицера движения в 1917 году и служила в России до 1922 года. 16 сентября 1917 года официально было открыто русское отделение организации.

### После октябрьской революции
Октябрьская революция 1917 года значительно усложнила деятельность Армии спасения. Её солдатам и офицерам приходилось переживать голод, холод, болезни, угрозы ареста и смерти близких людей. Тем не менее, они продолжали заботиться о своих подопечных, особенно детях и больных, в то время как прежние источники доходов исчезли. Для спасения детей от голода детские дома были перевезены под Орёл и в Вологодскую область. Позднее эти детские дома были закрыты, так как власти считали, что нельзя допустить, чтобы детей воспитывала религиозная организация. В 1918 году иностранцы стали покидать Россию. Комиссар Мэпп ещё раньше выехал на конференцию в Лондон и не вернулся. В его отсутствии руководить Армией спасения остался Карл Ларссон, который перебрался в Россию с женой и шестью детьми. Они оказались в стране с политической нестабильностью, лишениями, голодом, болезнями и нехваткой топлива.
Несмотря на все трудности, в сентябре 1918 года прошёл российский съезд Армии спасения в Петрограде, где несколько сотен её солдат и друзей встречали Ларссона и его семью. На съезде присутствовало 52 офицера, в числе которых были служащие из Финляндии, Норвегии и Швеции, а также 18 новых российских офицеров. Во время съезда было объявлено о назначении для работы в Москве капитанов Надежды Константиновой и Марии Петрогизки, а также лейтенантов Люси Ирберг и Зиновского. Работу в Москве возглавили адъютант Отто Юнгхольм с супругой из Швеции. 17 октября 1918 года в здании Политехнического музея прошло первое публичное собрание Армии спасения в Москве, на котором присутствовали не менее 500 человек.
Вскоре правительство постановило прекратить деятельность организации в Петербурге. Её штаб-квартира была закрыта 11 ноября. 18 декабря семья Ларссон была вынуждена покинуть Россию из-за возрастающей опасности. Руководить Армией спасения теперь осталась Хельма Бойе, которая к тому времени имела ранг штабс-капитана. Работа в то время осуществлялась в условиях обысков, допросов, арестов и конфискации имущества, которые в 1918 году стали систематическими. Людей подвергали арестам за пение псалмов на улице, распространение «Вестника Спасения» и за «связь с иностранцами». Члены Армии спасения устраивались на работу медицинскими сёстрами, почтовыми и конторскими служащими, уборщицами, помогали друг другу в нужде, передавали посылки арестованным, ухаживали за больными. Хельма Бойе тяжело заболела. Усилиями служащих Армии спасения её удалось вывезти из страны на машине скорой помощи Датского Красного креста.
Несмотря на тяжёлые условия, религиозная организация продолжала работать. В 1918 году в её рядах в России насчитывался 51 офицер. В начале 1921 года в Москве ещё проводились регулярные собрания по воскресеньям, в работе участвовали 5 офицеров, 21 солдат, а также 20 рекрутов, ожидавших посвящения. В то же время число офицеров движения в России уменьшалось: некоторые умерли от тифа и туберкулёза, некоторые мужчины были призваны на военную службу, некоторые иностранцы были репатриированы. В Москве и Петербурге в этот период в сумме осталось 15 офицеров и несколько служащих. Но в мае 1921 года появилось училище Армии спасения в России, где обучались 14 кадетов.
После Кронштадтского восстания положение стало ещё тяжелее. Начались аресты и 10 членов Армии спасения оказались в числе арестованных: некоторые подверглись заключению на две недели, но некоторые находились в тюрьме дольше и даже до трёх лет. Капитан Надежда Константинова провела в заключении восемь месяцев. Были арестованы также лейтенанты Ирберг, Кузнецова и два солдата в Москве. Тем не менее, собрания в Москве продолжались и 350 духовно ищущих людей обратились к вере в публичной молитве.
После того, как Россию покинули Карл Ларссон и тяжело больная Хельма Бойе, официальным представителем Армии спасения оставалась Эльза Ольсони. 3 апреля 1922 года она обратилась за регистрацией организации в комиссариат внутренних дел и неожиданно получила разрешение. Регистрация позволила корпусам в Москве и Петербурге работать без ограничений. Однако, период свободы оказался кратким и через 7 месяцев помещения организации в Москве и Петербурге были опечатаны. Антирелигиозная кампания новой власти не оставляла возможности для дальнейшей работы. 7 февраля 1923 года комиссариат внутренних дел принял решение о запрете Армии спасения. Три недели спустя ЦК РКП(б) постановил «ликвидировать секту как антисоветскую организацию». С этого времени движение прекратило свою деятельность в советской России. Эльза Ольсони покинула Россию в июле 1923 года: до этого времени она работала в финском посольстве, стараясь помочь иностранным офицерам уехать из России и сама уехала последней.

## Современный период

### Возвращение в Россию
В конце 1980-х годов перемены, произошедшие в Восточной Европе, открывали Армии спасения новые возможности для работы, связанной в то время с СССР. Так, организация устроила летний отдых в Норвегии для детей, пострадавших от Чернобыльской ядерной катастрофы 1986 года. В 1988 году Армия спасения в Швеции собрала 400 тысяч крон в помощь жертвам землетрясения в Армении. 1 июля 1989 года советский посол в Швеции Борис Панкин выразил благодарность комиссару Анне Ханневик и анонсировал возвращение движения в Россию. 11—13 января 1990 года командовавшая организацией в Финляндии комиссар Ингрид Линдберг приняла участие в выставке социальной работы в Ленинграде. Она читала лекции и начала устанавливать контакты, в частности, с русскими баптистскими церквями. Подготовку возвращения в Россию трижды обсуждали группы офицеров, собиравшиеся в Осло. Они строили стратегические планы и вели переговоры с официальными представителями советского государства. Во время третьей такой встречи было решено, что отвечать за работу в России будет Армия спасения территории Норвегии, Исландии и Фарерских островов (Армия спасения Швеции, в соответствии с принятым тогда решением, должна была заняться работой в Латвии, а Финляндии — в Эстонии).
В 1991 году после многолетнего запрета первое отделение Армии спасения в России (тогда ещё на территории СССР) было открыто в Ленинграде. 18 марта заместитель главы города Ленинграда Александр Тихонов и норвежский подполковник Джон Бьёртвайд, руководивший подготовкой возвращения организации, подписали документ о сотрудничестве. 28 мая было официально зарегистрировано Ленинградское отделение Армии спасения под названием «Евангельской христианской церкви». Регистрация позволяла проводить религиозные службы и оказывать гуманитарную помощь населению. Ленинград вскоре после этого был переименован снова в Санкт-Петербург. Число членов Санкт-Петербургского корпуса (общины) постепенно увеличивалось. Митинги под открытым небом собирали большие толпы народа. К концу 1992 года было зачислено больше ста новых солдат движения в России. В Санкт-Петербурге появилось несколько корпусов организации и одновременно была расширена социальная работа. В числе работ Армии спасения было оказание помощи Республиканской клинической инфекционной больнице, где находились ВИЧ-инфицированные младенцы и дети ясельного возраста.
3 ноября 1991 года состоялось знаменательное собрание движения в Москве. Оно было проведено в Политехническом музее, где проходило первое московское собрание в 1918 году. Мероприятие провёл капитан Свен Эрик Юнгхольм, прибывший работать в России вместе с женой Катлин. Его дедушка и бабушка, адъютант Отто Юнгхольм с женой Гердой, проводили собрание в 1918 году. 6 мая 1992 года было учреждено Московское отделение Армии спасения. После распада СССР 1992 год рассматривается историками как дата начала работы организации в современной России.
Летом 1992 года Армия спасения занималась раздачей продовольственных пайков, полученных из Европы, которые ежедневно раздавались тысячам нуждающихся через 43 городские столовые. Работу координировала капитан Катлин Юнгхольм. Была также запущена программа по уходу за пожилыми людьми на дому. Организовывались детские лагеря. Появились первые русские кадеты, которые прошли подготовку в США. К движению присоединялись также и дети, которые становились младшими солдатами. Генерал Ева Берроуз приезжала в Россию из Лондона для проведения рукоположения 10 человек, которое прошло 12 июня 1993 года. Это был уже не первый её визит в Россию, связанный с развитием местных отделений организации. В частности, она проводила зачисление первых 67 солдат в Москве в марте 1992 года. В дальнейшем некоторые солдаты перебирались в другие российские города, чтобы заложить там основу служения. Армия спасения стала также посещать Бутырскую тюрьму в Москве и тюрьму в Санкт-Петербурге, где была создана постоянная служба капелланов.
В 1999 году на юге России разразился гуманитарный кризис, связанный с чеченской войной. 200 тысяч человек бежали от насилия из Чечни в Ингушетию. В этих условиях Армия спасения организовала программу кормления чеченских детей. При поддержке международных доноров в рамках этой программы, начатой в декабре, была оказана помощь 85 тысячам детей. Кроме того, были открыты палаточные школы для 1100 детей. К концу 1990-х годов в России работало 22 корпуса (общины) движения.
Параллельно с работой в России Армия спасения развивала работу в бывших советских республиках Украины, Грузии и Молдовы. В работе принимали участие некоторые пережившие репрессии верующие. Так, летом 1991 года с капитаном Юнгхольмом связался В. М. Фурсенко, вступивший в организацию в Санкт-Петербурге в 1918 году в возрасте 14 лет и в СССР сосланный за веру в Сибирь. После освобождения он жил в Ялте, помогая нуждающимся, куда пригласил работать Юнгхольма. Юнгхольм занялся работой не только там, но и открыл отделение в Киеве. В Молдове в становлении Армии спасения участвовала семья Букаловых, также переживших репрессии в советские годы за веру. Деятельность движения в России, Украине, Грузии и Молдове в 1990-е годы территориально объединялась как работа в СНГ. В 2001 году командование организации в СНГ было переименовано в командование Восточной Европы. В 2003 году Армия спасения в России была организационно отделена, а Украина, Грузия и Республика Молдова вместе с Румынией остались в командовании Восточной Европы.

### Судебные тяжбы и ЕСПЧ

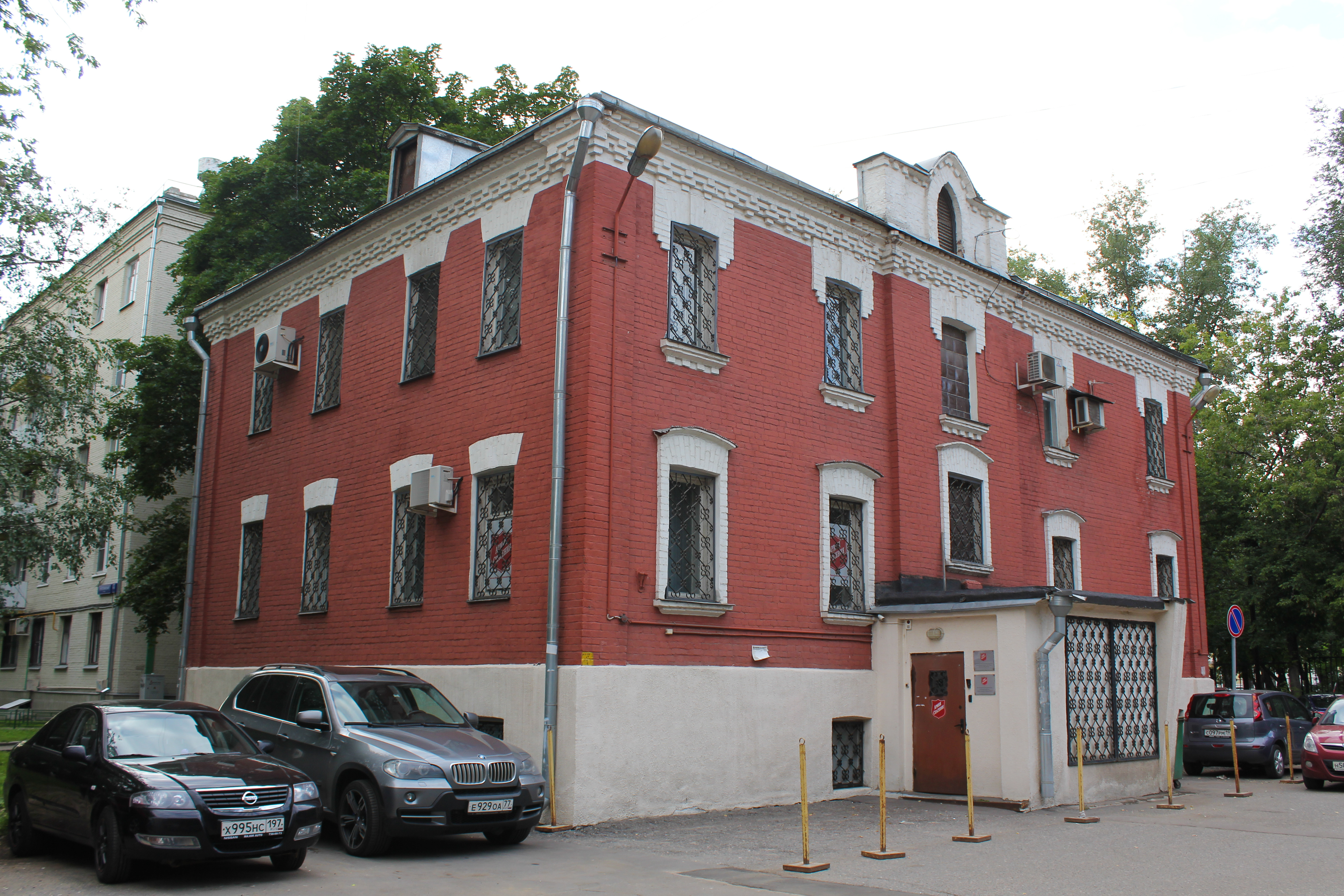
Бывшее здание Армии спасения в Москве (Крестьянский тупик)

В 1999 году Московское отделение Армии спасения в России не смогло пройти перерегистрацию. Органы юстиции отказали в этом, сославшись на несоответствие устава организации федеральному законодательству, а также на то, что её руководство находится вне Российской Федерации. Чиновники заявили при этом, что организация является «милитаризированной» с «палочной дисциплиной». Отказ в перерегистрации поставил Московское отделение под угрозу ликвидации. Организация оспаривала решения судов низших инстанций. Государственный статус Армии спасения как централизованной религиозной организации в России был получен 20 февраля 2001 года, но это не решило проблему отдельно взятого Московского отделения. Оно обратилось в Конституционный суд Российской Федерации и Европейский суд по правам человека. 7 февраля 2002 года Конституционный суд постановил, что религиозная организация не может быть ликвидирована только потому, что не прошла перерегистрацию.
5 октября 2006 года ЕСПЧ принял решение в пользу заявителей по делу «Moscow Branch of the Salvation Army v. Russia» («Московское отделение Армии спасения против России»). Суд постановил, что отказом в перерегистрации Московскому отделению Россия нарушила Европейскую конвенцию по правам человека: статью 9, гарантирующую свободу вероисповедания, и статью 11, гарантирующую свободу объединений, читаемую в свете статьи 9. Суд признал все обвинения в адрес Армии спасения беспочвенными. В частности, было отмечено, что ношение униформы членами религиозной организации не даёт оснований для обвинений её в военизированности, пропаганде насилия и угрозе государственной безопасности.

### Текущее положение
В настоящее время в России зарегистрировано 13 организаций Армии спасения. По состоянию на 2022 год на сайте движения в России указаны отделения: в Москве, Санкт-Петербурге, Великом Новгороде, Мурманске, Петрозаводске, Владивостоке, Симферополе, Ялте, Ростове-на-Дону, Азове, Волгограде, Воронеже, Элисте. В описании работы Армии спасения в России официальный сайт указывает: продажу одежды, бывшей в употреблении, по минимально низким ценам, рождественские акции дарения подарков детям, помощь пожилым людям, в том числе санкт-петербургский клуб для людей, переживших блокаду во время войны, помощь бездомным, помощь заключённым (посылки и переписка), работа с детьми, молодёжью и женщинами, а также противодействие торговле людьми. Согласно информации, опубликованной на официальных сайтах, в настоящее время организация в России имеет статус отдельного командования под руководством подполковника Александра Харькова.

## РПЦ и Армия спасения
Наблюдая развитие деятельности Армии спасения за рубежом и в дореволюционной России, Русская православная церковь воспринимала её как опасную и военизированную секту, сопротивляясь возможному влиянию на «своей территории». В 1899 году священник Арсений Рождественский опубликовал 174-страничную критичную работу «Армия Спасения», которая отражала это отношение. После того, как организация стала издавать в России свой журнал «Вестник спасения», православный журнал «Церковный вестник» в публикации выражал тревогу о появлении движения, называя его «новым врагом церкви» с «строгим внутренним порядком, богатым, увлекающим в экстаз людей». Но, несмотря на настороженность церковной иерархии, известны отдельные случаи, когда православные священники проявляли интерес к работе организации и вместе с прихожанами включались в её благотворительную деятельность.
Работая в России среди преимущественно православного населения, Армия спасения старалась сохранять нейтралитет в религиозных вопросах. Опасаясь репрессий, её служащие не занимались миссионерством в широких масштабах, подчёркивали свою лояльность к РПЦ и сосредотачивались в основном на социальной работе. В религиозной практике члены общин не отвергали местных обычаев: в дореволюционной России в их помещениях находились иконы с изображениями Иисуса Христа, пришедшим посетителям не препятствовали совершать крестное знамение и носить нательные кресты, а пение псалмов было похоже на православное.
Православная богословская энциклопедия под редакцией А. П. Лопухина в небольшой статье об Армии спасения описала её историю и особенности. В конце этой статьи организация охарактеризована следующим образом: 
«В религиозном отношении секта не представляет никаких особенных черт: подобно многим другим сектам она расплывается в туманном „общем христианстве“ и потому не становится во враждебные отношения к наличным церквам и вероисповеданиям. В той среде, где она явилась, она не осталась бесплодной в нравственном отношении, и целые тысячи людей из самых последних подонков общества благодаря ей изъяты из житейского омута, а её военная организация служит быть может несознательной, но резкой карикатурой на милитаризм нашего века. Вообще же, это — болезненный нарост на нездоровом теле западноевропейского общества и является укором его церковнорелигиозному бездушию». 
Современная Православная энциклопедия под редакцией патриарха Московского Кирилла в статье об Армии спасения не использует термин «секта» и определяет её как «международную религиозно-филантропическую организацию, фактически превратившуюся в новую христианскую деноминацию».